# Urwis
Urwis (ang. Trouble dosłownie: kłopoty) – amerykańsko-kanadyjski film animowany z 2019 roku.

## Treść
Urwis to mały pies przyzwyczajony do życia w luksusie. Kiedy jego pani umiera, do domu wprowadzają się spadkobiercy, którzy nie lubią psów. Urwis z dnia na dzień traci dach nad głową. W pełnym niebezpieczeństw świecie musi sam sobie radzić. Wkrótce spotyka miłą początkującą piosenkarkę.

## Obsada (głosy)
- Sean Anderson – Urwis (org. Trouble)
- Lucy Hale – Ola Trel (org. Zoe Bell)
- Pamela Adlon – Rózia
- Marissa Winokur – Klara
- Joel McHale – Norbert
- Wilmer Valderrama – Thurman Sanchez
- Seth Rollins – Norm
- Damon Wayans Jr. – Gizmo
- Olivia Holt – Bella
- Carlos PenaVega – Tippy
- Harland Williams – Caramel
- Conrad Vernon – Otis
- Dee Bradley Baker – Wiewiór